# Araripina
Araripina é um município brasileiro localizado no Sertão do estado de Pernambuco, a aproximadamente 690 quilômetros de Recife. Fundado oficialmente em 1928 e renomeado de São Gonçalo para Araripina em 1943, a cidade destaca-se como a principal do Sertão do Araripe. No cenário econômico, integra o maior polo gesseiro do país, respondendo por cerca de 95% da produção e consumo de gesso no Brasil, além de apresentar uma forte vocação agrícola, notadamente na produção de mandioca e seus derivados. A geografia local, marcada pelo clima semiárido e pela preservação do bioma Caatinga, aliada à proximidade com a Chapada do Araripe – reconhecida por suas formações geológicas e potencial paleontológico, confere ao município uma identidade singular.
Culturalmente, Araripina é rica em tradições sertanejas, evidenciadas por festas populares e eventos regionais que fortalecem o sentimento de pertencimento e a dinâmica social. Essa confluência de aspectos históricos, econômicos e ambientais posiciona Araripina como um importante polo de desenvolvimento e referência regional em Pernambuco.

## Etimologia
A origem do topônimo "Araripina" ainda é alvo de discussões, gerando dúvidas tanto entre a população local quanto na própria administração municipal. A versão mais popular sugere que o nome derive da proximidade com a Chapada do Araripe, sendo que o sufixo "-ina" teria sido incorporado em referência à influência do Padre Ibiapina. Essa teoria ganha certa aceitação, considerando que o município passou a ser chamado de Araripina apenas em 1943. Uma segunda teoria, amplamente divulgada, aponta para uma origem no tupi-guarani. Essa hipótese se apoia nas frequentes menções aos índios Cariris e aos Tapuias, povos que habitavam a região e utilizavam dialetos distintos dentro das Línguas cariris. No entanto, essa teoria enfrenta desafios, especialmente devido à confusão frequente entre os Cariris e os Tarairiú, duas etnias com diferenças significativas tanto no vocabulário quanto no comportamento. O pesquisador e membro da Academia Brasileira de Letras, Thomaz Pompeu Sobrinho, foi um dos principais defensores da tese de que o nome teria origem indígena, baseada em suas pesquisas sobre os povos nativos da região. Em 2009, uma dissertação de mestrado assinada por Maria Gabriela Martin Ávila, Ana Paula Loures de Oliveira, Francisco de Sales Gaudêncio e Ana Maris Pessis, publicada pela Universidade Federal do Piauí, reforçou a teoria defendida por Pompeu Sobrinho, contribuindo para o debate sobre a etimologia de Araripina.

## História

### Primeiros povoamentos humanos
Indícios de uma presença antiga e recorrente de grupos humanos em regiões próximas à Chapada do Araripe, como no sudeste do atual Piauí, são amplamente debatidos na literatura arqueológica. Segundo diversas pesquisas, esse processo de ocupação teria se iniciado há cerca de 50 mil a 100 mil anos, com base em datações realizadas em diversos sítios arqueológicos – tais como o Toca do Boqueirão da Pedra Furada, o Sítio do Meio e o Tira-Peia –, localizados no Parque Nacional Serra da Capivara.
Esses primeiros habitantes, que viviam como caçadores-coletores, percorriam as chapadas, serras e vales da região em busca de locais adequados para o assentamento e a obtenção de alimentos. Ao longo dos séculos, deixaram marcas de sua presença em antigos acampamentos a céu aberto, abrigos sob rocha e paredões, evidenciados por vestígios de pinturas rupestres encontradas na parte setentrional da Chapada do Araripe.
Adicionalmente, datações obtidas por termoluminescência – técnica utilizada para estimar a idade de vestígios arqueológicos – indicam que populações indígenas ceramistas, com domínio da agricultura e associadas à Tradição Tupiguarani, habitaram de forma contínua a porção pernambucana da Chapada do Araripe entre 530 e 180 anos BP (antes do presente, sendo este convencionalmente fixado em 1950).

### Período colonial
No século XVI, com a chegada dos primeiros europeus ao litoral do atual Pernambuco, a região da Chapada do Araripe já era habitada por diversos grupos indígenas, como os Cariri, Cariú e Tupis. Esse encontro de culturas marcou o início de profundas transformações na dinâmica regional.
A colonização da área, entretanto, ocorreu de forma mais tardia, sendo impulsionada a partir da segunda metade do século XVII pelo avanço das frentes pastoris. O sertão revelou-se particularmente adequado para a criação de gado, fornecendo carne para os povoamentos litorâneos da Capitania de Pernambuco e configurando-se como um importante espaço de integração entre o interior e o litoral.

### Fundação e desenvolvimento
A gênese do atual município de Araripina está vinculada à origem do distrito de São Gonçalo (Araripina), surgido a partir de uma fazenda fundada na segunda metade do século XIX. Em 1º de julho de 1909, a Lei Estadual nº 991 elevou o distrito à condição de vila, que já contava, naquela época, com uma escola pública. Em 1922, foi criada a Paróquia de Nossa Senhora da Conceição de São Gonçalo do Sauhen, fortalecendo a estrutura social e institucional da região.
A emancipação política veio em 11 de setembro de 1928, quando a Lei Estadual nº 1931 instituiu oficialmente o município de São Gonçalo. Posteriormente, em 1943 – em homenagem à influente Chapada do Araripe , o município passou a ser denominado Araripina, consolidando sua identidade histórica e regional.

## Geografia
O município de Araripina está localizado no interior do estado de Pernambuco, inserido na Região do Sertão do Araripe, região que abriga várias cidades importantes. O município ocupa uma posição estratégica entre os estados de Pernambuco e Ceará, fazendo divisa ao norte com o estado do Ceará, ao sul com o município de Ouricuri, a leste com os municípios de Ipubi e Trindade, e a oeste com o estado do Piauí. Esta localização é estratégica tanto para o desenvolvimento regional quanto para o intercâmbio com outros estados nordestinos.

### Limites
- Norte: Estado do Ceará
- Sul: Município de Ouricuri
- Leste: Municípios de Ipubi  e Trindade
- Oeste: Estado do Piauí

### Área e População
Araripina ocupa uma área total de 2.400,1 km², e sua população estimada em 2022 é de aproximadamente 90.000 habitantes. A cidade é um importante polo regional, com uma população que representa uma parcela significativa da população do Sertão do Araripe.

### Relevo e Geomorfologia
O relevo de Araripina é caracterizado principalmente por chapadas e patamares. A Chapada do Araripe se destaca na região, com seus planaltos e escarpas, que são componentes geológicos que marcam a paisagem local. O município possui solos predominantemente argilosos e arenosos, o que favorece a agricultura de subsistência e a pecuária, sendo uma das atividades econômicas principais da região. O relevo também é relevante para o ecoturismo, com vários pontos de interesse natural, como as serras e os vales que atraem visitantes de diversas partes.

### Vegetação
O município de Araripina está inserido no bioma da Caatinga, uma vegetação adaptada ao clima semiárido, com predominância de arbustos, árvores de pequeno porte e cactáceas. A vegetação xerófila é típica da região e foi moldada pela longa história de seca e escassez hídrica. Apesar das condições adversas, a região abriga uma fauna rica, com várias espécies adaptadas ao clima, como o veado-catingueiro, o cágado e a arara-azul, que são algumas das espécies mais notáveis da fauna local.

### Hidrografia
Araripina pertence à bacia hidrográfica do Rio São Francisco e à bacia hidrográfica do Rio Parnaíba. O município é abastecido por diversos riachos e açudes, sendo o Açude de Morais um dos mais importantes, tendo papel crucial no fornecimento de água para a cidade e nas atividades agrícolas. Além disso, a cidade possui outras fontes de água, que são essenciais para a agricultura irrigada e o consumo doméstico, já que a região enfrenta períodos prolongados de estiagem.

### Clima
O clima de Araripina é classificado como semiárido, com variações de temperatura ao longo do ano. O verão é quente e seco, com máximas podendo alcançar os 37°C e mínimas em torno de 20°C. Já o inverno é ameno e seco, com temperaturas mais amenas, com máximas em torno de 28°C e mínimas em torno de 17°C. A primavera, por sua vez, é a estação mais quente e seca, acentuando as condições semiáridas da região.
A tabela climática a seguir mostra os dados médios de temperatura e precipitação para o período de 1991 a 2020:
| Dados climatológicos para Araripina (1991-2020)    | Dados climatológicos para Araripina (1991-2020) | Dados climatológicos para Araripina (1991-2020) | Dados climatológicos para Araripina (1991-2020) | Dados climatológicos para Araripina (1991-2020) | Dados climatológicos para Araripina (1991-2020) | Dados climatológicos para Araripina (1991-2020) | Dados climatológicos para Araripina (1991-2020) | Dados climatológicos para Araripina (1991-2020) | Dados climatológicos para Araripina (1991-2020) | Dados climatológicos para Araripina (1991-2020) | Dados climatológicos para Araripina (1991-2020) | Dados climatológicos para Araripina (1991-2020) | Dados climatológicos para Araripina (1991-2020) |
| Mês                                                | Jan                                             | Fev                                             | Mar                                             | Abr                                             | Mai                                             | Jun                                             | Jul                                             | Ago                                             | Set                                             | Out                                             | Nov                                             | Dez                                             | Ano                                             |
| -------------------------------------------------- | ----------------------------------------------- | ----------------------------------------------- | ----------------------------------------------- | ----------------------------------------------- | ----------------------------------------------- | ----------------------------------------------- | ----------------------------------------------- | ----------------------------------------------- | ----------------------------------------------- | ----------------------------------------------- | ----------------------------------------------- | ----------------------------------------------- | ----------------------------------------------- |
| Temperatura máxima média (°C)                      | 30,3                                            | 29,6                                            | 29,4                                            | 29,2                                            | 28,9                                            | 28,1                                            | 28,1                                            | 29,2                                            | 31,2                                            | 32,6                                            | 32,7                                            | 32                                              | 30,1                                            |
| Temperatura média compensada (°C)                  | 27,4                                            | 26,7                                            | 26,5                                            | 26,3                                            | 25,6                                            | 24,7                                            | 24,3                                            | 25,1                                            | 26,8                                            | 28,1                                            | 28,6                                            | 27,9                                            | 26,5                                            |
| Temperatura mínima média (°C)                      | 18,3                                            | 18,3                                            | 18,5                                            | 18,3                                            | 18                                              | 17                                              | 16,3                                            | 16,3                                            | 17                                              | 17,9                                            | 18,5                                            | 18,6                                            | 17,8                                            |
| Precipitação (mm)                                  | 109,9                                           | 120,1                                           | 141,2                                           | 87,3                                            | 33,3                                            | 7,6                                             | 10,6                                            | 3,8                                             | 1,9                                             | 11,4                                            | 34,7                                            | 66,1                                            | 627,8                                           |
| Dias com precipitação (≥ 1 mm)                     | 9                                               | 9                                               | 11                                              | 8                                               | 4                                               | 2                                               | 2                                               | 1                                               | 0                                               | 2                                               | 3                                               | 5                                               | 56                                              |
| Fonte: Atlas Climatológico do Estado de Pernambuco |                                                 |                                                 |                                                 |                                                 |                                                 |                                                 |                                                 |                                                 |                                                 |                                                 |                                                 |                                                 |                                                 |

## Religião
Araripina é uma cidade caracterizada pela diversidade religiosa. A maior parte da população segue o Catolicismo, mas também há uma presença significativa de religiões protestantes, espíritas e de outras crenças.

### Catolicismo
A Igreja Católica é predominante em Araripina, com cerca de 63.000 fiéis. A cidade está sob a circunscrição eclesiástica da Diocese de Salgueiro, que coordena três paróquias e uma área pastoral. O catolicismo continua sendo a religião majoritária no município, refletindo a forte presença de igrejas e atividades religiosas católicas.

### Protestantismo
A cidade também conta com uma grande comunidade protestante, composta por diversas denominações evangélicas, que somam um total de 20.499 adeptos. As principais denominações protestantes em Araripina incluem:
- Igreja Assembleia de Deus: 10.351 fiéis
- Igreja Universal do Reino de Deus: 3.118 fiéis
- Congregação Cristã no Brasil: 1.953 fiéis
- Igreja Evangélica A Luz da Verdade: 1.189 fiéis

#### Além dessas, outras igrejas de missão também têm presença significativa:
- Igreja Batista: 2.041 fiéis
- Igreja Adventista: 566 fiéis
- Igreja Presbiteriana: 502 fiéis
- Igreja Congregacional: 321 fiéis
- A Igreja de Jesus Cristo dos Santos dos Últimos Dias: 222 fiéis
- Testemunhas de Jeová: 214 fiéis
- Casa da Benção: 22 fiéis

### Outras Religiões
Além do Catolicismo e do Protestantismo, Araripina abriga pequenos grupos de outras religiões. São registrados:
- Espiritismo: 688 adeptos
- Religiões Afro-Brasileiras: 159 adeptos
- Muçulmanos: 14 fiéis

### Ateus e Agnósticos
A cidade também apresenta uma comunidade significativa de pessoas sem afiliação religiosa. Estima-se que 1.002 pessoas se identifiquem como sem religião, 223 como ateus e 83 não souberam ou não quiseram responder à questão religiosa.

### Instituições Sociais
Araripina também abriga várias instituições sociais que promovem atividades de bem-estar comunitário, como a Loja Maçônica Evolução e Trabalho n° 68, o Lions Club e o Rotary Club. Essas instituições desempenham um papel importante na promoção de projetos sociais e culturais na cidade.

## Economia
A economia de Araripina é bastante diversificada e apresenta um forte crescimento nos últimos anos, sendo impulsionada principalmente pela exploração de recursos naturais, como o calcário e a gipsita, e pelo setor agrícola, especialmente a produção de mel e mandioca. A cidade se destaca como um importante centro comercial e industrial na região do Sertão do Araripe, com influência em municípios de Pernambuco, Piauí e Ceará.

### Setores Econômicos Principais

#### Indústria Mineral:
- Araripina é um dos maiores polos produtores de gipsita no Brasil, sendo responsável por cerca de 90% da produção nacional e por aproximadamente 95% das reservas do mineral no país. A região também tem grande produção de calcário, que é utilizado em diversas indústrias.

Indústria e Comércio: O município abriga um distrito industrial com várias empresas em diferentes setores. Entre as principais indústrias, destacam-se:
- Araripe Têxtil S/A (ARTESA): Fiação de fios de algodão.

- Fiação Pé de Serra S/A: Produção têxtil.

- ARECA S/A: Indústria de calçados.

- Maxx Amidos do Brasil: Uma das maiores e mais modernas indústrias de amido do Brasil.

Araripina também possui grandes redes comerciais, como Lojas Americanas, Magazine Luiza, Grupo Pajeú, além de outras lojas locais que atraem consumidores de diversas cidades vizinhas.
Agronegócio: A cidade se destaca na produção de mel, sendo um dos maiores produtores do país, com destaque para o ano de 2011, quando Araripina foi o maior produtor nacional com 780 toneladas. Apesar da seca que afetou a produção a partir de 2012, o município continua sendo um dos maiores produtores de mel de Pernambuco.
Outro setor agrícola relevante é o cultivo de mandioca, que tem ganhado destaque na região, com a produção de fécula que é exportada para a indústria de bebidas, como cervejarias que utilizam a fécula de mandioca em suas receitas.
Outros Setores Emergentes: O município tem se beneficiado da energia eólica, com a instalação de parques eólicos em Araripina e cidades vizinhas, gerando emprego, renda e desenvolvimento para a região. Este setor tem se consolidado como uma importante fonte de geração de energia renovável e atração de investimentos.

#### Desenvolvimento e Perspectivas Futuras
- Araripina tem se consolidado como um centro regional de desenvolvimento, graças ao seu potencial econômico e à sua localização estratégica, próxima à tríplice fronteira entre os estados de Pernambuco, Piauí e Ceará. Nos últimos anos, o município tem atraído investimentos no setor de educação, saúde e infraestrutura, o que tem favorecido o crescimento local.[14][15][16]

- Em 2020, a Faculdade Paraíso do Ceará (FAP) anunciou a instalação de um campus em Araripina, com a oferta de cursos como o de Medicina, o que representa um importante marco para o setor educacional e o desenvolvimento da cidade.[17]

- Além disso, a cidade se destaca como importante polo comercial, atendendo a uma vasta região com mais de 15 cidades no entorno, sendo um dos principais centros de compra e venda da região, com a presença de grandes redes de varejo e comércio local.
- Prefeitura de Araripina lançou o programa Conexão Jovem em parceria com a universidade latino-americana Jala University, para oferecer bolsas de estudos de graduação em Engenharia de Software.[18]

## Cultura
Araripina possui uma rica diversidade cultural, com destaque para suas festividades religiosas e populares, que envolvem a comunidade local e atraem turistas para a cidade. Entre as principais celebrações culturais, estão:
Carnaval de Rua: Embora o Carnaval em Araripina não seja tão grande quanto em outras cidades do estado, ele se destaca por ser uma celebração tradicional de rua, com blocos de rua e apresentações de bandas locais, sendo um dos principais momentos de folia da cidade.
São João: As festas juninas são um marco cultural de Araripina, com celebrações que incluem danças típicas como o forró, quadrilhas e apresentações de música regional. O São João de Araripina atrai turistas de diversas cidades da região e é uma das festas mais esperadas do ano.
Vaquejada: Como uma das tradições mais enraizadas no sertão, a vaquejada é um evento de destaque em Araripina, celebrando a cultura do homem do campo. A cidade organiza anualmente competições que atraem público de várias regiões.
Novena de Nossa Senhora da Conceição: A celebração religiosa que acontece anualmente é um importante evento para os católicos de Araripina, reunindo fiéis de várias partes da cidade e do estado para orações e celebrações em honra à padroeira da cidade.
Novena de Nossa Senhora das Dores: Outra festividade religiosa significativa, que ocorre com celebrações de fé e devoção, unindo a população em momentos de oração e celebração litúrgica.
Novena de Santana: A novena em homenagem à Santa Ana também é uma das principais tradições religiosas da cidade, com festividades que envolvem procissões, missas e momentos de reflexão para os devotos.
Tríduo ao Senhor da Verônica (Santuário): Uma importante tradição religiosa que ocorre no Santuário do Senhor da Verônica, com celebrações de fé e devoção, atraindo fiéis de diversas localidades.

### Patrimônio Cultural
Além das festividades, Araripina é um município que preserva suas tradições culturais, como a culinária típica, artesanato e manifestações folclóricas, que são parte importante da identidade local.

## Esporte
O esporte é uma área de grande relevância em Araripina, com uma variedade de modalidades sendo praticadas e acompanhadas pela população local. A cidade tem investido na infraestrutura e no incentivo à prática esportiva, com destaque para os seguintes segmentos:
Futebol: O Araripina Futebol Clube, equipe da cidade, disputa o Campeonato Pernambucano de Futebol, e seus jogos são realizados no Estádio Gilson Tirburtino de Souza, que é o principal campo da cidade. O clube tem grande importância na cultura local e é um ponto de encontro para os apaixonados por futebol, que mantém vivo o nome do "Bode" que já completa  mais de 10 anos longe dos gramados .
| “ | Eu não poderia deixar de vir pessoalmente dar essa notícia e tenho certeza que vamos poder restabelecer esse Clube que volta a ser a grande força do futebol da cidade de Araripina e do interior pernambucano. | ” |
| — Evandro Carvalho durante a visita realizada no estádio Chapadão do Araripe, Evandro Carvalho foi recebido pelo prefeito de Araripina, Raimundo Pimentel, que também falou sobre a volta do Bode.., | |   |

Futsal: O Araripina Futsal também se destaca na cidade, tendo participado da Copa de Futsal da TV Grande Rio em 2017, em Petrolina-PE. O futsal tem grande apoio na cidade e é uma das modalidades mais praticadas entre os jovens.
Artes Marciais: O taekwondo tem ganhado cada vez mais adeptos em Araripina, com diversas academias oferecendo treinamento. Em 2019, a academia GT Sertão Kukkiwon conquistou 10 medalhas no Campeonato Pernambucano de Taekwondo em Recife, incluindo 3 de ouro, 6 de prata e 1 de bronze. Essa excelente classificação garantiu à equipe uma vaga no Campeonato Brasileiro de Taekwondo, realizado no Rio de Janeiro, embora a equipe não tenha participado devido à falta de recursos financeiros.
Basquete: A cidade de Araripina é a sede da 31ª edição dos Jogos Escolares Regionais Sertão do Araripe. As  cidades de Araripina, Bodocó, Exu, Ouricuri, Trindade, Ipubi, Granito, Santa Cruz, Santa Filomena e Moreilândia estão participando.

### Infraestrutura Esportiva
Araripina tem investido em sua infraestrutura esportiva, com a presença de ginásios, campos e academias. O município ainda busca ampliar o número de espaços dedicados ao esporte para atender às crescentes demandas da população e promover a inclusão através da atividade física.

## Mídia e Telecomunicações
A história da radiodifusão em Araripina teve início em junho de 1982, com a instalação da Rádio da Grande Serra AM 660, pioneira na Região do Araripe. Em 24 de agosto de 1988, foi outorgada a Arari-Rádio FM Ltda, a primeira emissora em frequência modulada do município e também a primeira FM entre os 10 municípios do Sertão do Araripe, podendo ser sintonizada em mais de 50 municípios dos estados do Piauí, Pernambuco e Ceará. No mesmo ano, o mesmo grupo lançou a Rádio Arco-íris FM do Araripe Ltda, que funcionava no mesmo prédio de propriedade do empresário e político Valdeir Batista.
Em 8 de janeiro de 2017, a Grande Serra AM recebeu autorização para operar seu sinal em frequência modulada pelo canal 90.9, encerrando as transmissões em AM, cujo antigo canal foi devolvido ao MCom.  Além dessas emissoras, há também uma rádio comunitária operando em 87,9 FM, instalada no bairro Alto da Boa Vista.
Quanto à televisão, o sinal na cidade é proveniente de emissoras de outras capitais, como a TV Guararapes de Recife e a TV Grande Rio de Petrolina, que operam em tecnologia analógica.
Araripina foi incluída no programa Seja Digital do Ministério das Comunicações e, até abril de 2022, estava prevista a implantação do sinal digital com até 8 canais. Das empresas autorizadas a usar esses canais, destacam-se a Empresa Brasil de Comunicação, Empresa Pernambuco de Comunicação, Televisão Cidade Modelo, Sistema Associado de Comunicação e Nassau Editora Rádio e TV. Além disso, a Câmara dos Deputados reservou os canais 40 e 92.3 para a cidade, que também é a segunda no Sertão de Pernambuco a ter uma FM legislativa em fase de implantação, após Petrolina.
Em 2021, a Rádio da Grande Serra protocolou junto ao Ministério das Comunicações um pedido para alterar sua frequência de 90.9 para 98.1, acompanhado de um aumento de potência. Após um processo de quase três anos, com acordo de parcelamento do valor para o novo canal, a mudança foi efetivada e a emissora passou a operar em 98.1 FM. Em 27 de outubro de 2023, foi publicada no Diário Oficial da União a consignação do canal 92.3, destinado à transmissão da Rádio Câmara de Brasília, em parceria com a Câmara de Vereadores de Araripina.
Araripina também é sede da Fundação Para Preservação da Fauna e Flora da Chapada do Araripe, uma entidade privada que possui outorgas de radiodifusão em diversas cidades dos estados de Pernambuco, Ceará, Maranhão e Pará. Essa fundação é gerada pelo Sistema Timon de Radiodifusão, sediado em Teresina. Em 2024, a entidade obteve autorização do Ministério das Comunicações para levar o sinal digital da TV Meio a cidades como Itaituba, Arcoverde, Garanhuns, Tianguá, Barra do Corda, entre outras. Desde 2000, a Fundação aguarda o decreto legislativo para a outorga definitiva da frequência 94.3 FM de caráter educativo. Em dezembro de 2023, por meio do procurador Neder Mariano Pereira, a entidade solicitou a consignação do canal digital 27, reservado ao pareamento realizado pela Anatel, e, em julho de 2024, a Rede Meio entrou na disputa pelo canal digital 27 de Araripina.

### Informações Gerais
- Sítio oficial
- Araripina no Wikimapia
- Mapa de Araripina no Google Maps

### Turismo e Cultura
- Guia Turístico de Araripina
- Eventos Culturais em Araripina